# (2025) Nortia
(2025) Nortia est un astéroïde de la ceinture principale découvert le 6 juin 1953 par Joseph Churms.
Il a été baptisé d'après la déesse étrusque de la chance Nortia.